# Estación Alemanía
Alemanía era una estación ferroviaria ubicada en la localidad homónima, en el Departamento de Guachipas, Provincia de Salta, Argentina.

## Servicios
No presta servicios de pasajeros ni de cargas. Sus vías corresponden al Ramal C13 del Ferrocarril General Belgrano.

## Historia
La estación fue construida por el estado argentino en el Ramal C13 como parte de la red de vía métrica del Ferrocarril Central Norte. Desde el año 1949 pasó a formar parte del Ferrocarril General Belgrano. 
Constituyó por décadas la estación punta de riel del C13, cuando comprendía una longitud total de 148 km hasta su cabecera en la Estación Güemes de la ciudad salteña homónima. La estación fue definitivamente clausurada en el año 1977, lo que redundó en el despoblamiento casi total de la localidad.